# ويلسون رولس
ويلسون رولس (بالإنجليزية: Wilson Rawls)‏ (24 سبتمبر 1913 في الولايات المتحدة - 16 ديسمبر 1984، مارشفيلد في الولايات المتحدة)؛ كاتِب مُتخصِّص في أدب الأطفال وروائي أمريكي.

## روابط خارجية
- ويلسون رولس على موقع ميوزك برينز (الإنجليزية)